# Ventilación no invasiva
La ventilación no invasiva o NIV (por sus siglas en inglés, Non-Invasive Ventilation ) es el uso de soporte respiratorio administrado a través de una máscara facial, máscara nasal, o un casco. Se proporciona aire, normalmente con oxígeno añadido, a través de la máscara bajo presión positiva en las vías respiratorias; generalmente la cantidad de presión se alterna dependiendo de si se está inspirando o espirando. Se denomina "no-invasiva" porque se entrega con una máscara bien ajustada a la cara o alrededor de la cabeza, pero sin necesidad de intubación traqueal (un tubo a través de la boca a la tráquea). 
Aunque hay semejanzas respecto a la interfaz, NIV no es igual a la presión de vía de aire continua positiva (CPAP), la cual aplica un solo nivel de vía de aire positiva durante el ciclo respiratorio completo. CPAP no proporciona ventilación, pero ocasionalmente se usa también en condiciones tratadas con NIV.
La ventilación no invasiva se utiliza en el fracaso respiratorio agudo causado por un número de condiciones médicas, de más prominentemente la enfermedad pulmonar obstructiva crónica (COPD); numerosos estudios han mostrado que el uso apropiado de NIV reduce la necesidad para ventilación invasiva y sus complicaciones. Además,  puede ser utilizado a largo plazo en personas que no pueden respirar independientemente a raíz de una condición crónica.